# Andrena warnckei
Andrena warnckei är en biart som beskrevs av Gusenleitner och Schwarz 2000. Andrena warnckei ingår i släktet sandbin, och familjen grävbin. Inga underarter finns listade i Catalogue of Life.